# Ida Segal
Ida Nukhimovna Firer, de naixement Segal, en rus: Ида Нухимовна Сегал, (Fastov, óblast de Kíev, RSS d'Ucraïna, 8 de desembre de 1923 - West Hollywood, Califòrnia, Estats Units, 27 de febrer de 2017) va ser una paracaigudista i metgessa de combat durant la Segona Guerra Mundial, al front va desenvolupar tasques de comissària política adjunta de l'Exèrcit Roig. Va arribar al grau militar de tinent primer o tinent major. El 1943 per la seva valentia durant el creuament del riu Dniéper va rebre el títol de l'Ordre de la Bandera Roja i fou nominada pel d'Heroi de la Unió Soviètica.

## Joventut
Segal va néixer el 9 de gener de 1923 en el si d'una família jueva a Fastov, actualment anomenada Fàstiv a Ucraïna, la seva família es va traslladar a Kíiv el 1930, on es va unir al Komsomol el 1938 i es va graduar de l'escola de secundària el 1940 abans de començar la universitat amb una especialitat en geografia el 1941. Malgrat tot no va poder complir el seu somni de convertir-se en pilot d'avions.

## Segona Guerra Mundial
Immediatament després de la invasió alemanya de la Unió Soviètica es va oferir voluntària per a l'Exèrcit Roig. Inicialment es va apuntar juntament amb els seus companys de classe però se'ls va rebutjar per al combat i se'ls va dir que ajudessin excavant trinxeres. Posteriorment Ida Segal sí que va ser acceptada a l'exèrcit i va ser assignada a un batalló de sapadors, allí es va convertir en comissària política auxiliar. Durant la retirada massiva de finals de 1941, va ser assignada als interrogatoris dels soldats soviètics que havien escapat dels encerclaments alemanys. El novembre de 1941 es va convertir en paracaigudista de les Vozduixno-desantnie voiska (VDV) en la 204a Brigada Aerotransportada del 1r Cos Aerotransportat, conservant la seva posició d'educadora política adjunta. Va rebre una formació accelerada en el maneig del paracaigudes però no va poder fer cap salt de pràctica. Va ser desplegada en una operació i va haver de saltar d'un avió Iliuixin DB-3 per aterrar darrere de les línies enemigues amb un grup d'experimentats paracaigudistes, va aconseguir fer-ho amb seguretat i va comunicar-se amb el comandament. A més dels seus sis salts amb paracaigudes, també va participar en una missió per atacar les forces alemanyes des del darrere utilitzant esquís prop de Demiansk; la missió tenia la intenció d'usar paracaigudes, però el mal temps va fer que la seva unitat fos desplegada mitjançant l'ús d'esquís. Durant el combat d'aquesta missió va resultar ferida i va haver de ser traslladada a un hospital de campanya. En recuperar-se, es va unir a la 37a Divisió de Fusellers de la Guàrdia (que abans havia estat anomenat com el 1r Cos Aerotransportat) com a comissària auxiliar en una companyia mèdica, on va ser encarregada d'evacuar els ferits durant la batalla de Stalingrad sota un intens foc enemic. Per la seva valentia per haver salvat els ferits durant aquella batalla va rebre l'Orde de l'Estrella Roja l'abril de 1943. Més tard aquell mateix any, la nit del 15 al 16 d'octubre, va dirigir un vaixell d'assalt del seu batalló durant la travessa del Dnièper, essent el primer grup d'assalt de la 149a Divisió de Fusellers en creuar a la riba dreta del riu i establir un cap de pont. El batalló va patir nombroses baixes durant l'assalt, però com que el seu vaixell va sobreviure, li va permetre liderar atacs en posicions enemigues més profundes i establir línies favorables per a defensar fins a l'arribada de reforços. Per les seves accions en aquella batalla va ser elogiada en diverses publicacions soviètiques i va rebre l'Orde de la Bandera Roja, també fou nominada pel títol d'Heroi de la Unió Soviètica. Poc després Segal va ser transferida a un regiment de comunicacions, on va romandre fins al final de la guerra. El Dia de la Victòria el viure mentre estava estacionada a Polònia.

## Postguerra
Després del final de la guerra el 1945 es va retirar de l'exèrcit i es va casar amb el seu company d'armes Aleksandr Firer. Es van establir a la ciutat d'Odessa, on va treballar com a secretària, bibliotecària i farmacèutica abans jubilar-se completament el 1984. Dos anys més tard es va quedar vídua i va emigrar als Estats Units després de la caiguda de la Unió Soviètica, on va viure la resta de la seva vida. El 2009 es va convertir en una de les veteranes entrevistades per l'arxiu cinematogràfic Blavatnik. Va morir a West Hollywood, al comtat de Los Angeles, el 27 de febrer de 2017.

## Premis i reconeixements
- Orde de la Bandera Roja (1943)
- Orde de la Guerra Patriòtica 1a classe (1985)[7]
- Orde de l'Estrella Roja (1943)
- Nombroses medalles de campanyes militars i commemoratives